# Christine Majerus
Christine Majerus (født 25. februar 1987 i Luxembourg) er en luxembourgsk tidligere cykelrytter, der konkurrerede i landevejscykling og cykelcross. Hun er flere gange luxembourgsk mester i begge disse discipliner, og hun kom på 21. pladsen i landevejsløbet ved Sommer-OL 2012 i London.